# Almopos Aridea FC
El Almopos Aridea FC es un equipo de fútbol de Grecia que actualmente se encuentra inactivo.

## Historia
Fue fundado en el año 1926 en el poblado de Aridea en la región de Pella y su nombre es por la antigua región de Almopía donde está ubicada la ciudad del mismo nombre.
El club había jugado a nivel profesional en 1985 en la desaparecida Beta Ethniki y fue hasta 2020 que hizo su regreso al fútbol profesional.
En la temporada 2023-24, aunque normalmente participó en el sorteo, fue expulsado del campeonato tras una decisión del Cuerpo Disciplinario de Super Liga 2 ya que no obtuvo un certificado de participación de la AEMA. Después de una semana, el grupo fue reivindicado por el Comité de Apelaciones, pero fue expulsado definitivamente unos días después por decisión de la Junta Directiva. El club ahora está temporalmente inactivo.

## Palmarés
- Gamma Ethniki: 1

1983–84
- Delta Ethniki: 1

2019–20
- Campeonato Pella FCA: 6

1971–72, 1987–88, 1999–2000, 2000–01, 2012–13, 2015–16
- Recopa Pella FCA: 2

2001–02, 2005–06

## Jugadores

### Jugadores destacados
- Antonis Minou
- Loukas Vyntra
- Giannis Taralidis
- Ilias Solakis